# ATP Challenger Pescara
Der ATP Challenger Pescara (offiziell: Pescara Challenger) war ein Tennisturnier, das von 1988 bis 1992 jährlich in Pescara, Italien, stattfand. Es gehörte zur ATP Challenger Tour und wurde im Freien auf Sand gespielt. Josef Čihák ist mit je einem Titel im Einzel und Doppel der einzige mehrfache Titelträger.

## Liste der Sieger

### Einzel
| Jahr | Sieger                 | Finalgegner          | Ergebnis      |
| ---- | ---------------------- | -------------------- | ------------- |
| 1992 | Federico Sánchez       | Massimo Cierro       | 6:2, 7:5      |
| 1991 | Wladimer Gabritschidse | Martin Střelba       | 7:5, 6:4      |
| 1990 | Christer Allgårdh      | Germán López Montoya | 4:6, 6:3, 6:4 |
| 1989 | Massimo Cierro         | Magnus Larsson       | 6:3, 6:3      |
| 1988 | Josef Čihák            | Gerardo Vacarezza    | 6:4, 6:3      |

### Doppel
| Jahr | Sieger                               | Finalgegner                          | Ergebnis      |
| ---- | ------------------------------------ | ------------------------------------ | ------------- |
| 1992 | Massimo Cierro Nicklas Utgren        | Mark Knowles Roger Smith             | 6:4, 6:4      |
| 1991 | Josef Čihák Tomáš Anzari             | Johan Donar John Sobel               | 6:3, 6:4      |
| 1990 | Branislav Stankovič Richard Vogel    | Massimo Cierro Alessandro De Minicis | 6:3, 6:1      |
| 1989 | Fredrik Nilsson David Engel          | Nicklas Kulti Magnus Larsson         | 6:2, 4:6, 7:6 |
| 1988 | Ronnie Båthman Alessandro De Minicis | Josef Čihák Richard Vogel            | 4:6, 6:3, 6:3 |